# جيم وولف (لاعب كرة قدم أمريكية)
جيم وولف (بالإنجليزية: Jim Wolf)‏ هو لاعب كرة قدم أمريكية أمريكي، ولد في 4 أبريل 1952 في سان أنطونيو في الولايات المتحدة، وتوفي في 17 ديسمبر 2003.

## وصلات خارجية
- جيم وولف على موقع مرجع كرة القدم المحترفة.كوم (الإنجليزية)